# نادي أبو مسلم خراسان
نادي أبو مسلم خراسان (بالفارسية: باشگاه فوتبال ابومسلم خراسان) هو أحد أندية كرة القدم في إيران مقره مشهد، ينافس في الدوري الدرجة الثالثة الإيراني. تأسس عام 1970 وسمي على اسم الجنرال الفارسي في العصر العباسي «أبو مسلم الخراساني»، والذي قاد الثورة العباسية التي أطاحت بالدولة الأموية.
يلعب النادي مبارياته على أرضه على ملعب سامن الذي يتسع لـ 27000 مقعد، النادي مملوك ومدعوم من قبل محمد رضا عباسي. أبو مسلم هو أقدم نادي كرة قدم موجود في مشهد وله تاريخ كبير في كرة القدم في خراسان، وهو أحد أكثر الأندية شهرةً في خراسان، حيث فاز بأربعة ألقاب في الدوري الثاني وثلاثة ألقاب لدوري خراسان ومشاركة أخيرة في كأس حذفي.
يحمل أبو مسلم عداوة طويلة الأمد مع منافسه الإقليمي بيام مشهد المعروف باسم ديربي مشهد.

## وصلات خارجية
- Official site
- Official weblog